# 러시아 제국 해군
러시아 제국 해군(러시아어: Российский императорский флот 로시스키 임페라토르스키 플로트[*])은 1696년부터 1917년까지 러시아 차르국과 이후 러시아 제국의 해군으로 활동했다. 1696년에 공식적으로 설립되었으며, 1917년 2월 혁명으로 해체될 때까지 지속되었다. 1696년 제2차 아조프 작전 동안 차르 표트르 대제가 현대 러시아 해군을 창설하기 전에 존재했던 소규모 병력으로 구성되었다. 이 해군은 18세기 후반에 확장되었고 19세기 초에 최고조에 달했다. 크기 측면에서 영국과 프랑스 함대 다음으로 있다.
제국 해군은 러시아 정교회에 속한 제국 귀족 출신의 장교들을 뽑았다. 젊은 귀족들은 국립 해군 학교에서 리더십 훈련을 받기 시작했다. 1818년부터 러시아 제국 해군의 장교들만이 식민지화와 모피 무역 발전을 위해 러시아 아메리카(현재의 알래스카)에 기반을 둔 러시아계 미국인 회사의 최고 관리자 자리에 임명되었다. 초기 제국 해군은 처음에는 유급 외국 선원을 고용했지만, 정부는 (군에 복무할 남성과 마찬가지로) 징집병으로 자국 출신 선원을 모집하기 시작했다. 해군 복무는 평생 동안 이루어졌다. 많은 해군 사령관과 신병은 해양 전통을 지닌 러시아 제국이 아닌 핀란드와 (특히) 발트해 지역에서 왔다.
러시아 해군은 19세기 전반 제국의 기술 및 경제 발전이 더뎌 쇠퇴기에 접어들었다. 니콜라스 2세(r. 1894-1917)의 통치 기간인 세기 후반에 부흥했지만, 대부분의 태평양 함대(극동으로 파견된 발트 함대와 함께)는 굴욕적인 1904~1905년 러일 전쟁에서 파괴되었다.
해군은 1차 세계대전 동안 발트해에서 독일군이 우위를 점하고 흑해에서는 러시아군이 장악하는 등 다양한 경험을 했다. 러시아 혁명은 제국 해군의 종말을 의미했다. 장교들은 대부분 황제와 동맹을 맺었고, 수병들은 1917년부터 1922년까지의 러시아 내전 동안 양쪽에서 싸우기 위해 분열되었다. 혁명 이후 1918년에 붉은 함대로 창설된 소련 해군은 살아남은 선박을 인수했다.
전략적으로 러시아 제국 해군은 얼음이 없는 항구의 사용과 공해에 대한 개방형 접근이라는 두 가지 중요한 문제에 직면했다. 상트페테르부르크와 다른 발트해 항구, 블라디보스토크는 겨울에 작전을 수행할 수 없었기 때문에 러시아는 흑해 연안과 (결국) 무르만스크에 해군 시설을 건설해야 했다. 그리고 흑해 함대가 보스포러스 해협과 다르다넬스 해협을 통과하는 데 항상 의존할 수 없었던 것처럼 발트해의 상당한 해군조차 외레순드를 통해 대서양으로 자유롭게 접근할 수 없었기 때문에 여전히 제한을 받았다. 그 결과, 발트해, 흑해, 러시아 극동 및 북극에서 상대적으로 고립된 별도의 해군 그룹이 발전했다.

## 같이 보기
- 러시아 제국 육군